# 898
| 898                |
| ------------------ |
| Dødsfald - Fødsler |
|                    |

| Gregoriansk kalender | 898 DCCCXCVIII          |
| Ab urbe condita      | 1651                    |
| Armensk kalender     | 347 ԹՎ ՅԽԷ              |
| Kinesiske kalender   | 3594 – 3595 丁巳 – 戊午 |
| Etiopisk kalender    | 890 – 891               |
| Jødisk kalender      | 4658 – 4659             |
| Hindukalendere       |                         |
| - Vikram Samvat      | 953 – 954               |
| - Shaka Samvat       | 820 – 821               |
| - Kali Yuga          | 3999 – 4000             |
| Iransk kalender      | 276 – 277               |
| Islamisk kalender    | 285 – 286               |

Se også 898 (tal)